# Dixième district congressionnel de l'État de New York
Le 10e district congressionnel de New York est situé dans l'État américain de New York, actuellement représenté par le Démocrate Dan Goldman. Le quartier comprend tout le Lower Manhattan et les quartiers de l'ouest de Brooklyn, de Brooklyn Heights, DUMBO, Cobble Hill, Red Hook, Gowanus, Prospect Heights, Park Slope et Sunset Park. Le district comprend également des parties de Borough Park et de Bay Ridge à Brooklyn, ainsi que la totalité de Prospect Park. Dans le Upper New York Harbour, le district comprend Governors Island, Liberty Island et la statue de la Liberté, ainsi que des parties d'Ellis Island.

## Histoire
Ce district a changé de configuration et d'emplacement à plusieurs reprises au cours de son histoire en raison du redécoupage, commençant d'abord comme une circonscription du nord de l'État avant de se déplacer progressivement vers le sud. À partir des années 1870, il s'est déplacé vers certaines parties de la ville de New York, où il est resté jusqu'à ce jour.
Au XXe siècle, le 10e district a toujours été un siège basé à Brooklyn de 1913 à 1973, lorsque cette itération du district a été redessinée et renumérotée comme le nouveau 16e, et le 10e a été réaffecté à un district du nord du Queens et de l'est du Bronx. Le cycle de redécoupage de 1980 a restitué le 10e district à Brooklyn, couvrant en grande partie le même terrain qu'auparavant. Lors de la refonte de 1990, une grande partie de l'ancien 10e a été ajoutée au nouveau 9e de Queens-Brooklyn, tandis que le nouveau 10e a ensuite absorbé une grande partie de l'ancien 11e, y compris son membre du Congrès, Ed Towns.
De 2003 à 2013, ce district était exclusivement basé à Brooklyn. À cette époque, la population était majoritairement afro-américaine et comprenait les quartiers de Bedford-Stuyvesant, Brooklyn Heights, Brownsville, Canarsie, East New York et Ocean Hill, ainsi que des parties de Fort Greene, Prospect Heights et Williamsburg. À la suite du cycle de redécoupage 2010-2012, le district s'est débarrassé de la majeure partie de son territoire de Brooklyn et a récupéré des parties de Manhattan qui se trouvaient dans le 8e district.
La carte de 2010 avait une taille de 14,25 milles carrés (36,9 km2), le 10e district de New York était le deuxième plus petit en termes de superficie totale du pays, après le 13e de New York. Sur le plan démographique, elle comptait également le plus grand nombre (197 000 ou 270 000) et le pourcentage le plus élevé de Juifs (27,5 % ou 37,6 %) de tous les districts, en grande partie en raison du fait qu'il comprenait plusieurs quartiers fortement juifs de Manhattan et de Brooklyn. Avant le recensement de 2020, le district s'étendait de l'Upper West Side de Manhattan jusqu'à Borough Park.

## Historique de vote
| Année | Poste     | Résultats               |
| ----- | --------- | ----------------------- |
| 1992  | Président | Clinton 83,0 % – 13,0 % |
| 1996  | Président | Clinton 90,0 % – 6,0 %  |
| 2000  | Président | Gore 88,0 % – 8,0 %     |
| 2004  | Président | Kerry 86,0 % – 13,0 %   |
| 2008  | Président | Obama 76,0 % – 23,0 %   |
| 2012  | Président | Obama 73,0 % – 25,0 %   |
| 2016  | Président | Clinton 78,0 % – 18,0 % |
| 2020  | Président | Biden 76,0 % – 22,0 %   |

## Liste des Représentants du district
| Membre                          | Parti                          | Années                             | Congrès     | Histoire électorale | Zone géographique |
| ------------------------------- | ------------------------------ | ---------------------------------- | ----------- | --- | --- |
| District établit le 4 mars 1793 |                                |                                    |             | | |
| Silas Talbot                    | Pro Administration             | 4 mars 1793 - 5 juin 1794          | 3e          | Élu en 1793. Démissionne pour rejoindre l'US Navy | 1793–1799 Ouest de New York, bordé à l'est par les bordures est des Comtés d'Hamilton, Fulton, Montgomery, Schoharie et Delware. Il borde (sans inclure) le Comté de St. Lawrence au nord. |
| Vacant                          | Vacant                         | 5 juin 1794 - 3 mars 1795          | 3e          | Aucune élection n'a été convoquée par le Gouverneur Clinton pour des raisons politiques. | 1793–1799 Ouest de New York, bordé à l'est par les bordures est des Comtés d'Hamilton, Fulton, Montgomery, Schoharie et Delware. Il borde (sans inclure) le Comté de St. Lawrence au nord. |
| William Cooper (en)             | Fédéraliste                    | 4 mars 1795 - 3 mars 1797          | 4e          | Élu en 1794. Perd sa réélection. | 1793–1799 Ouest de New York, bordé à l'est par les bordures est des Comtés d'Hamilton, Fulton, Montgomery, Schoharie et Delware. Il borde (sans inclure) le Comté de St. Lawrence au nord. |
| James Cochran (en)              | Fédéraliste                    | 4 mars 1797 - 3 mars 1799          | 5e          | Élu en 1796. Retrait. | 1793–1799 Ouest de New York, bordé à l'est par les bordures est des Comtés d'Hamilton, Fulton, Montgomery, Schoharie et Delware. Il borde (sans inclure) le Comté de St. Lawrence au nord. |
| William Cooper (en)             | Fédéraliste                    | 4 mars 1799 - 3 mars 1801          | 6e          | Élu en 1798. Retrait. | 1799–1803 L'ouest de New York incluant les Comtés de Cayuga, Onondaga, Cortland et Broome. Inclut également des portions de ce que sont aujourd'hui les Comtés de Chenango et Otsego.      |
| Thomas Morris (en)              | Fédéraliste                    | 4 mars 1801 - 3 mars 1803          | 7e          | Élu en 1800. Retrait. | 1799–1803 L'ouest de New York incluant les Comtés de Cayuga, Onondaga, Cortland et Broome. Inclut également des portions de ce que sont aujourd'hui les Comtés de Chenango et Otsego.      |
| George Tibbits (en)             | Fédéraliste                    | 4 mars 1803 - 3 mars 1805          | 8e          | Élu en 1802. Retrait. | 1803–1809 Comté de Rensselaer |
| Josiah Masters (en)             | Républicain-Démocrate          | 4 mars 1805 - 3 mars 1809          | 9e , 10e    | Élu en 1804. Réélu en 1806. Retrait. | 1803–1809 Comté de Rensselaer |
| John Nicholson (en)             | Républicain-Démocrate          | 4 mars 1809 - 3 mars 1811          | 11e         | Élu en 1808. Retrait. | 1809–1813 Comtés de Jefferson, Lewis, Herkimer et St. Lawrence |
| Silas Stow (en)                 | Républicain-Démocrate          | 4 mars 1811 - 3 mars 1813          | 12e         | Élu en 1810. Retrait. | 1809–1813 Comtés de Jefferson, Lewis, Herkimer et St. Lawrence |
| Hosea Moffitt (en)              | Fédéraliste                    | 4 mars 1813 - 3 mars 1817          | 13e , 14e   | Élu en 1812. Réélu en 1814. Retrait. | 1813–1823 Comté de Rensselaer |
| John P. Cushman (en)            | Fédéraliste                    | 4 mars 1817 - 3 mars 1819          | 15e         | Élu en 1816. Retrait. | 1813–1823 Comté de Rensselaer |
| John Dean Dickinson (en)        | Fédéraliste                    | 4 mars 1819 - 3 mars 1823          | 16e , 17e   | Élu en 1818. Réélu en 1821. Redécoupage vers le 9e district et perd sa réélection. | 1813–1823 Comté de Rensselaer |
| Stephen Van Rensselaer          | Fédéraliste Adams-Clay         | 4 mars 1823 - 3 mars 1825          | 18e - 20e   | Redécoupage depuis le 9e district et réélu en 1822. Réélu en 1824. Réélu en 1826. Retrait. | 1823–1843 Comté d'Albany |
| Stephen Van Rensselaer          | Anti-Jacksonien                | 4 mars 1825 - 3 mars 1829          | 18e - 20e   | Redécoupage depuis le 9e district et réélu en 1822. Réélu en 1824. Réélu en 1826. Retrait. | 1823–1843 Comté d'Albany |
| Ambrose Spencer (en)            | Anti-Jacksonien                | 4 mars 1829 - 3 mars 1831          | 21e         | Élu en 1828. Perd sa réélection. | 1823–1843 Comté d'Albany |
| Gerrit Y. Lansing (en)          | Jacksonien (en)                | 4 mars 1831 - 3 mars 1837          | 22e - 24e   | Élu en 1830. Réélu en 1832. Réélu en 1834. Retrait. | 1823–1843 Comté d'Albany |
| Albert Gallup (en)              | Démocrate                      | 4 mars 1837 - 3 mars 1839          | 25e         | Élu en 1836. Perd sa réélection. | 1823–1843 Comté d'Albany |
| Daniel D. Barnard (en)          | Whig                           | 4 mars 1839 - 3 mars 1843          | 26e , 27e   | Élu en 1838. Réélu en 1840. Redécoupage depuis le 13e district. | 1823–1843 Comté d'Albany |
| Jeremiah Russell (en)           | Démocrate                      | 4 mars 1843 - 3 mars 1845          | 28e         | Élu en 1842. Perd sa réélection. | 1843–1853 Comtés de Delaware et Ulster |
| Samuel Gordon (en)              | Démocrate                      | 4 mars 1845 - 3 mars 1847          | 29e         | Élu en 1844. Retrait. | 1843–1853 Comtés de Delaware et Ulster |
| Eliakim Sherrill (en)           | Whig                           | 4 mars 1847 - 3 mars 1849          | 30e         | Élu en 1846. | 1843–1853 Comtés de Delaware et Ulster |
| Herman D. Gould (en)            | Whig                           | 4 mars 1849 - 3 mars 1851          | 31e         | Élu en 1848. Retrait. | 1843–1853 Comtés de Delaware et Ulster |
| Marius Schoonmaker (en)         | Whig                           | 4 mars 1851 - 3 mars 1853          | 32e         | Élu en 1850. Retrait. | 1843–1853 Comtés de Delaware et Ulster |
| William Murray (en)             | Démocrate Indépendant (en)     | 4 mars 1853 - 3 mars 1855          | 33e         | C and re-elected in 1852. Retired. | 1853–1863 Comtés de Sullivan et Orange |
| Ambrose S. Murray (en)          | Opposition (États du Sud) (en) | 4 mars 1855 - 3 mars 1857          | 34e , 35e   | Élu en 1854. Réélu en 1856. Retrait. | 1853–1863 Comtés de Sullivan et Orange |
| Ambrose S. Murray (en)          | Républicain                    | 4 mars 1857 - 3 mars 1859          | 34e , 35e   | Élu en 1854. Réélu en 1856. Retrait. | 1853–1863 Comtés de Sullivan et Orange |
| Charles Van Wyck (en)           | Républicain                    | 4 mars 1859 - 3 mars 1863          | 36e , 37e   | Élu en 1858. Réélu en 1860. Retrait pour rejoindre l'Armée de l'Union. | 1853–1863 Comtés de Sullivan et Orange |
| William Radford (en)            | Démocrate                      | 4 mars 1863 - 3 mars 1867          | 38e - 39e   | Élu en 1862. Réélu en 1864. Perd sa réélection. | 1863–1873 Comtés de Westchester, Rockland et Bronx |
| William H. Robertson (en)       | Républicain                    | 4 mars 1867 - 3 mars 1869          | 40e         | Élu en 1866. Retrait. | 1863–1873 Comtés de Westchester, Rockland et Bronx |
| Clarkson Nott Potter (en)       | Démocrate                      | 4 mars 1869 - 3 mars 1873          | 41e , 42e   | Élu en 1868. Réélu en 1870. Redécoupage vers le 11e district. | 1863–1873 Comtés de Westchester, Rockland et Bronx |
| Fernando Wood                   | Démocrate                      | 4 mars 1873 - 3 mars 1875          | 43e         | Redécoupage depuis le 9e district et réélu en 1872. Redécoupage vers le 9e district. | 1873–1875 Partie Nord de Manhattan |
| Abram Stevens Hewitt (en)       | Démocrate                      | 4 mars 1875 - 3 mars 1879          | 44e , 45e   | Élu en 1874. Réélu en 1876. Retrait. | 1875–1913 Des parties de Midtown et Lower Manhattan |
| James O'Brien (en)              | Démocrate Indépendant (en)     | 4 mars 1879 - 3 mars 1881          | 46e         | Élu en 1878. Perd sa renomination. | 1875–1913 Des parties de Midtown et Lower Manhattan |
| Abrams Stevens Hewitt (en)      | Démocrate                      | 4 mars 1881 - 30 décembre 1886     | 47e - 49e   | Élu en 1880. Réélu en 1882. Réélu en 1884. Démissionne pour devenir Maire de New York City. | 1875–1913 Des parties de Midtown et Lower Manhattan |
| Vacant                          | Vacant                         | 30 décembre 1886 - 3 mars 1887     | 49e         | | 1875–1913 Des parties de Midtown et Lower Manhattan |
| Francis B. Spinola (en)         | Démocrate                      | 4 mars 1887 - 14 avril 1891        | 50e - 52e   | Élu en 1886. Réélu en 1888. Réélu en 1890. Décès. | 1875–1913 Des parties de Midtown et Lower Manhattan |
| Vacant                          | Vacant                         | 14 avril 1891 - 3 novembre 1891    | 52e         | | 1875–1913 Des parties de Midtown et Lower Manhattan |
| William Bourke Cockran          | Démocrate                      | 3 novembre 1891 - 3 mars 1893      | 52e         | Élu pour terminer le mandat de Spinola. Redécoupage vers le 12e district. | 1875–1913 Des parties de Midtown et Lower Manhattan |
| Daniel Sickles                  | Démocrate                      | 4 mars 1893 - 3 mars 1895          | 53e         | Élu en 1892. Perd sa réélection. | 1875–1913 Des parties de Midtown et Lower Manhattan |
| Vacant                          | Vacant                         | 4 mars 1895 - 5 novembre 1895      | 54e         | Le Représentant-élu Andrew J. Campbell décède avant le début de son mandat. | 1875–1913 Des parties de Midtown et Lower Manhattan |
| Amos J. Cummings (en)           | Démocrate                      | 5 novembre 1895 - 2 mai 1902       | 54e - 57e   | Élu pour terminer le mandat de Campbell. Réélu en 1896. Réélu en 1898. Réélu en 1900. Décès. | 1875–1913 Des parties de Midtown et Lower Manhattan |
| Vacant                          | Vacant                         | 2 mai 1902 - 4 novembre 1902       | 57e         | | 1875–1913 Des parties de Midtown et Lower Manhattan |
| Edward Swann (en)               | Démocrate                      | 4 novembre 1902 - 3 mars 1903      | 57e         | Élu pour terminer le mandat de Cummings. Retrait. | 1875–1913 Des parties de Midtown et Lower Manhattan |
| William Sulzer (en)             | Démocrate                      | 4 mars 1903 - 31 décembre 1912     | 58e - 62e   | Redécoupage depuis le 11e district et réélu en 1902. Réélu en 1904. Réélu en 1906. Réélu en 1908. Réélu en 1910. Démissionne pour devenir Gouverneur de New York.                                    | 1875–1913 Des parties de Midtown et Lower Manhattan |
| Vacant                          | Vacant                         | 1er janvier 1913 - 3 mars 1913     | 62e         | | 1875–1913 Des parties de Midtown et Lower Manhattan |
| Herman A. Metz (en)             | Démocrate                      | 4 mars 1913 - 3 mars 1915          | 63e         | Élu en 1912. Retrait. | 1913–1963 Des parties de Brooklyn |
| Reuben L. Haskell (en)          | Républicain                    | 4 mars 1915 - 31 décembre 1919     | 64e - 66e   | Élu en 1914. Réélu en 1916. Réélu en 1918. Démissionne. | 1913–1963 Des parties de Brooklyn |
| Vacant                          | Vacant                         | 31 décembre 1919 - 2 novembre 1920 | 66e         | | 1913–1963 Des parties de Brooklyn |
| Lester D. Volk (en)             | Républicain                    | 2 novembre 1920 - 3 mars 1923      | 66e , 67e   | Élu pour terminer le mandat d'Haskell. Réélu en 1920. Perd sa réélection. | 1913–1963 Des parties de Brooklyn |
| Emanuel Celler                  | Démocrate                      | 4 mars 1923 - 3 janvier 1945       | 68e - 78e   | Élu en 1922. Réélu en 1924. Réélu en 1926. Réélu en 1928. Réélu en 1930. Réélu en 1932. Réélu en 1934. Réélu en 1936. Réélu en 1938. Réélu en 1940. Réélu en 1942. Redécoupage vers le 15e district. | 1913–1963 Des parties de Brooklyn |
| Andrew L. Somers (en)           | Démocrate                      | 3 janvier 1945 - 6 avril 1949      | 79e - 81e   | Redécoupage depuis le 6e district et réélu en 1944 Réélu en 1946. Réélu en 1948. Décès. | 1913–1963 Des parties de Brooklyn |
| Vacant                          | Vacant                         | 7 avril 1949 - 7 novembre 1949     | 81e         | | 1913–1963 Des parties de Brooklyn |
| Edna F. Kelly                   | Démocrate                      | 8 novembre 1949 - 3 janvier 1963   | 81e - 87e   | Élue pour terminer le mandat de Somers. Réélue en 1950. Réélue en 1952. Réélue en 1954. Réélue en 1956. Réélue en 1958. Réélue en 1960. Redécoupage vers le 12e district.                            | 1913–1963 Des parties de Brooklyn |
| Emanuel Celler                  | Démocrate                      | 3 janvier 1963 - 3 janvier 1971    | 88e - 92e   | Redécoupage depuis le 11e district et réélu en 1962. Réélu en 1964. Réélu en 1966. Réélu en 1968. Réélu en 1970. Redécoupage vers le 16e district et perd sa renomination.                           | 1963–1971 Parties de Brooklyn et du Queens |
| Emanuel Celler                  | Démocrate                      | 3 janvier 1971 - 3 janvier 1973    | 88e - 92e   | Redécoupage depuis le 11e district et réélu en 1962. Réélu en 1964. Réélu en 1966. Réélu en 1968. Réélu en 1970. Redécoupage vers le 16e district et perd sa renomination.                           | 1971–1973 Parties de Brooklyn |
| Mario Biaggi                    | Démocrate                      | 3 janvier 1973 - 3 janvier 1983    | 93e - 97e   | Redécoupage depuis le 24e district et réélu en 1972. Réélu en 1974. Réélu en 1976. Réélu en 1978. Réélu en 1980. Redécoupage vers le 19e district.                                                   | 1973–1983 Parties du Queens et du Bronx |
| Chuck Schumer                   | Démocrate                      | 3 janvier 1983 - 3 janvier 1993    | 98e - 102e  | Redécoupage depuis le 16e district et réélu en 1982. Réélu en 1984. Réélu en 1986. Réélu en 1988. Réélu en 1990. Redécoupage vers le 9e district.                                                    | 1983–2003 Parties de Brooklyn |
| Ed Towns (en)                   | Démocrate                      | 3 janvier 1993 - 3 janvier 2013    | 103e - 112e | Redécoupage depuis le 11e district et réélu en 1992. Réélu en 1994. Réélu en 1996. Réélu en 1998. Réélu en 2000. Réélu en 2002. Réélu en 2004. Réélu en 2006. Réélu en 2008. Réélu en 2010. Retrait. | 1983–2003 Parties de Brooklyn |
| 2003–2013 Parties de Brooklyn   |                                |                                    | 103e - 112e | Redécoupage depuis le 11e district et réélu en 1992. Réélu en 1994. Réélu en 1996. Réélu en 1998. Réélu en 2000. Réélu en 2002. Réélu en 2004. Réélu en 2006. Réélu en 2008. Réélu en 2010. Retrait. | |
| Jerry Nadler                    | Démocrate                      | 3 janvier 2013 - 3 janvier 2023    | 113e - 117e | Redécoupage depuis le 8e district et réélu en 2012. Réélu en 2014. Réélu en 2016. Réélu en 2018. Réélu en 2020. Redécoupage vers le 12e district.                                                    | 2013–2023 Parties de Manhattan et Brooklyn |
| Dan Goldman                     | Démocrate                      | 3 janvier 2023 - Présent           | 118e        | Élu en 2022. | 2023–2025 Parties de Manhattan et Brooklyn |

## Résultats des récentes élections
Voici les résultats des dix précédents cycles électoraux dans le district.

### 2004
| Élection de 2004 du 10e district congressionnel de New York | Élection de 2004 du 10e district congressionnel de New York | Élection de 2004 du 10e district congressionnel de New York | Élection de 2004 du 10e district congressionnel de New York | Élection de 2004 du 10e district congressionnel de New York |
| ----------------------------------------------------------- | ----------------------------------------------------------- | ----------------------------------------------------------- | ----------------------------------------------------------- | ----------------------------------------------------------- |
| Parti                                                       | Parti                                                       | Candidat                                                    | Votes                                                       | %                                                           |
|                                                             | Démocrate                                                   | Ed Towns (en) (sortant)                                     | 136 113                                                     | 91,5                                                        |
|                                                             | Républicain                                                 | Harvey R. Clarke                                            | 11 099                                                      | 7,5                                                         |
|                                                             | Conservateur (en)                                           | Mariana Blume                                               | 1 554                                                       | 1,0                                                         |
| Total des votes                                             | Total des votes                                             | Total des votes                                             | 148 766                                                     | 100 %                                                       |
|                                                             | Les Démocrates conservent                                   |                                                             |                                                             |                                                             |

### 2006
| Élection de 2006 du 10e district congressionnel de New York | Élection de 2006 du 10e district congressionnel de New York | Élection de 2006 du 10e district congressionnel de New York | Élection de 2006 du 10e district congressionnel de New York | Élection de 2006 du 10e district congressionnel de New York |
| ----------------------------------------------------------- | ----------------------------------------------------------- | ----------------------------------------------------------- | ----------------------------------------------------------- | ----------------------------------------------------------- |
| Parti                                                       | Parti                                                       | Candidat                                                    | Votes                                                       | %                                                           |
|                                                             | Démocrate                                                   | Ed Towns (en) (sortant)                                     | 72 171                                                      | 92,2                                                        |
|                                                             | Républicain                                                 | Jonathan H. Anderson                                        | 4 666                                                       | 6,0                                                         |
|                                                             | Conservateur (en)                                           | Ernest Johnson                                              | 1 470                                                       | 1,9                                                         |
| Total des votes                                             | Total des votes                                             | Total des votes                                             | 78 307                                                      | 100 %                                                       |
|                                                             | Les Démocrates conservent                                   |                                                             |                                                             |                                                             |

### 2008
| Élection de 2008 du 10e district congressionnel de New York | Élection de 2008 du 10e district congressionnel de New York | Élection de 2008 du 10e district congressionnel de New York | Élection de 2008 du 10e district congressionnel de New York | Élection de 2008 du 10e district congressionnel de New York |
| ----------------------------------------------------------- | ----------------------------------------------------------- | ----------------------------------------------------------- | ----------------------------------------------------------- | ----------------------------------------------------------- |
| Parti                                                       | Parti                                                       | Candidat                                                    | Votes                                                       | %                                                           |
|                                                             | Démocrate                                                   | Ed Towns (en) (sortant)                                     | 72 171                                                      | 92,2                                                        |
|                                                             | Républicain                                                 | Jonathan H. Anderson                                        | 4 666                                                       | 6,0                                                         |
|                                                             | Conservateur (en)                                           | Ernest Johnson                                              | 1 470                                                       | 1,9                                                         |
| Total des votes                                             | Total des votes                                             | Total des votes                                             | 78 307                                                      | 100 %                                                       |
|                                                             | Les Démocrates conservent                                   |                                                             |                                                             |                                                             |

### 2010
| Élection de 2010 du 10e district congressionnel de New York | Élection de 2010 du 10e district congressionnel de New York | Élection de 2010 du 10e district congressionnel de New York | Élection de 2010 du 10e district congressionnel de New York | Élection de 2010 du 10e district congressionnel de New York |
| ----------------------------------------------------------- | ----------------------------------------------------------- | ----------------------------------------------------------- | ----------------------------------------------------------- | ----------------------------------------------------------- |
| Parti                                                       | Parti                                                       | Candidat                                                    | Votes                                                       | %                                                           |
|                                                             | Démocrate                                                   | Ed Towns (en) (sortant)                                     | 95 485                                                      | 91,1                                                        |
|                                                             | Républicain                                                 | Diana Muniz                                                 | 7 419                                                       | 7,1                                                         |
|                                                             | Conservateur (en)                                           | Ernest Johnson                                              | 1 853                                                       | 1,8                                                         |
|                                                             | Write-In                                                    | Write-In                                                    | 82                                                          | 0,1                                                         |
| Total des votes                                             | Total des votes                                             | Total des votes                                             | 104 839                                                     | 100 %                                                       |
|                                                             | Les Démocrates conservent                                   |                                                             |                                                             |                                                             |

### 2012
| Élection de 2012 du 10e district congressionnel de New York | Élection de 2012 du 10e district congressionnel de New York | Élection de 2012 du 10e district congressionnel de New York | Élection de 2012 du 10e district congressionnel de New York | Élection de 2012 du 10e district congressionnel de New York |
| ----------------------------------------------------------- | ----------------------------------------------------------- | ----------------------------------------------------------- | ----------------------------------------------------------- | ----------------------------------------------------------- |
| Parti                                                       | Parti                                                       | Candidat                                                    | Votes                                                       | %                                                           |
|                                                             | Démocrate                                                   | Jerry Nadler (sortant)                                      | 165 743                                                     | 80,7                                                        |
|                                                             | Républicain                                                 | Michael Chan                                                | 39 413                                                      | 19,2                                                        |
|                                                             | Write-In                                                    | Write-In                                                    | 193                                                         | 0,1                                                         |
| Total des votes                                             | Total des votes                                             | Total des votes                                             | 205 349                                                     | 100 %                                                       |
|                                                             | Les Démocrates conservent                                   |                                                             |                                                             |                                                             |

### 2014
| Élection de 2014 du 10e district congressionnel de New York | Élection de 2014 du 10e district congressionnel de New York | Élection de 2014 du 10e district congressionnel de New York | Élection de 2014 du 10e district congressionnel de New York | Élection de 2014 du 10e district congressionnel de New York |
| ----------------------------------------------------------- | ----------------------------------------------------------- | ----------------------------------------------------------- | ----------------------------------------------------------- | ----------------------------------------------------------- |
| Parti                                                       | Parti                                                       | Candidat                                                    | Votes                                                       | %                                                           |
|                                                             | Démocrate                                                   | Jerry Nadler (sortant)                                      | 89 080                                                      | 87,6                                                        |
|                                                             | Conservateur (en)                                           | Ross Brady                                                  | 12 042                                                      | 11,8                                                        |
|                                                             | Indépendant                                                 | Michael Dilger                                              | 554                                                         | 0,6                                                         |
| Total des votes                                             | Total des votes                                             | Total des votes                                             | 113 226                                                     | 100 %                                                       |
|                                                             | Les Démocrates conservent                                   |                                                             |                                                             |                                                             |

### 2016
| Élection de 2016 du 10e district congressionnel de New York | Élection de 2016 du 10e district congressionnel de New York | Élection de 2016 du 10e district congressionnel de New York | Élection de 2016 du 10e district congressionnel de New York | Élection de 2016 du 10e district congressionnel de New York |
| ----------------------------------------------------------- | ----------------------------------------------------------- | ----------------------------------------------------------- | ----------------------------------------------------------- | ----------------------------------------------------------- |
| Parti                                                       | Parti                                                       | Candidat                                                    | Votes                                                       | %                                                           |
|                                                             | Démocrate                                                   | Jerry Nadler (sortant)                                      | 170 286                                                     | 77,5                                                        |
|                                                             | Républicain                                                 | Philip Rosenthal                                            | 49 530                                                      | 22,5                                                        |
| Total des votes                                             | Total des votes                                             | Total des votes                                             | 219 816                                                     | 100 %                                                       |
|                                                             | Les Démocrates conservent                                   |                                                             |                                                             |                                                             |

### 2018
| Élection de 2018 du 10e district congressionnel de New York | Élection de 2018 du 10e district congressionnel de New York | Élection de 2018 du 10e district congressionnel de New York | Élection de 2018 du 10e district congressionnel de New York | Élection de 2018 du 10e district congressionnel de New York |
| ----------------------------------------------------------- | ----------------------------------------------------------- | ----------------------------------------------------------- | ----------------------------------------------------------- | ----------------------------------------------------------- |
| Parti                                                       | Parti                                                       | Candidat                                                    | Votes                                                       | %                                                           |
|                                                             | Démocrate                                                   | Jerry Nadler (sortant)                                      | 173 095                                                     | 82,1                                                        |
|                                                             | Républicain                                                 | Naomi Levin                                                 | 33 692                                                      | 16,0                                                        |
| Total des votes                                             | Total des votes                                             | Total des votes                                             | 113 226                                                     | 100 %                                                       |
|                                                             | Les Démocrates conservent                                   |                                                             |                                                             |                                                             |

### 2020
| Élection de 2014 du 10e district congressionnel de New York | Élection de 2014 du 10e district congressionnel de New York | Élection de 2014 du 10e district congressionnel de New York | Élection de 2014 du 10e district congressionnel de New York | Élection de 2014 du 10e district congressionnel de New York |
| ----------------------------------------------------------- | ----------------------------------------------------------- | ----------------------------------------------------------- | ----------------------------------------------------------- | ----------------------------------------------------------- |
| Parti                                                       | Parti                                                       | Candidat                                                    | Votes                                                       | %                                                           |
|                                                             | Démocrate                                                   | Jerry Nadler (sortant)                                      | 206 310                                                     | 74,6                                                        |
|                                                             | Républicain                                                 | Cathy Bernstein                                             | 66 889                                                      | 24,2                                                        |
|                                                             | Libertarien                                                 | Michael Madrid                                              | 3 370                                                       | 1,2                                                         |
| Total des votes                                             | Total des votes                                             | Total des votes                                             | 276 569                                                     | 100 %                                                       |
|                                                             | Les Démocrates conservent                                   |                                                             |                                                             |                                                             |

### 2022
La Primaire Républicaine a été annulée. Benine Hamdan (R) avance vers l'Élection Générale.
| Primaire Démocrate de 2022 du 10e district congressionnel de New York | Primaire Démocrate de 2022 du 10e district congressionnel de New York | Primaire Démocrate de 2022 du 10e district congressionnel de New York | Primaire Démocrate de 2022 du 10e district congressionnel de New York | Primaire Démocrate de 2022 du 10e district congressionnel de New York |
| --------------------------------------------------------------------- | --------------------------------------------------------------------- | --------------------------------------------------------------------- | --------------------------------------------------------------------- | --------------------------------------------------------------------- |
| Parti                                                                 | Parti                                                                 | Candidat                                                              | Votes                                                                 | %                                                                     |
|                                                                       | Démocrate                                                             | Dan Goldman                                                           | 18 505                                                                | 25,9                                                                  |
|                                                                       | Démocrate                                                             | Yuh-Line Niou                                                         | 16 826                                                                | 23,6                                                                  |
|                                                                       | Démocrate                                                             | Mondaire Jones                                                        | 12 933                                                                | 18,1                                                                  |
|                                                                       | Démocrate                                                             | Carlina Rivera                                                        | 11 810                                                                | 16,5                                                                  |
|                                                                       | Démocrate                                                             | Jo Anne Simon                                                         | 4 389                                                                 | 6,1                                                                   |
|                                                                       | Démocrate                                                             | Elizabeth Holtzman                                                    | 3 140                                                                 | 4,4                                                                   |
|                                                                       | Démocrate                                                             | Jimmy Li                                                              | 1 170                                                                 | 1,6                                                                   |
|                                                                       | Démocrate                                                             | Yan Xiong                                                             | 742                                                                   | 1,0                                                                   |
|                                                                       | Démocrate                                                             | Maud Maron                                                            | 625                                                                   | 0,9                                                                   |
|                                                                       | Démocrate                                                             | Bill de Blasio (retrait non-officiel)                                 | 519                                                                   | 0,7                                                                   |
|                                                                       | Démocrate                                                             | Brian Robinson                                                        | 341                                                                   | 0,5                                                                   |
|                                                                       | Démocrate                                                             | Peter Gleason                                                         | 162                                                                   | 0,2                                                                   |
|                                                                       | Démocrate                                                             | Quanda Francis                                                        | 129                                                                   | 0,2                                                                   |

| Élection de 2022 du 10e district congressionnel de New York | Élection de 2022 du 10e district congressionnel de New York | Élection de 2022 du 10e district congressionnel de New York | Élection de 2022 du 10e district congressionnel de New York | Élection de 2022 du 10e district congressionnel de New York |
| ----------------------------------------------------------- | ----------------------------------------------------------- | ----------------------------------------------------------- | ----------------------------------------------------------- | ----------------------------------------------------------- |
| Parti                                                       | Parti                                                       | Candidat                                                    | Votes                                                       | %                                                           |
|                                                             | Démocrate                                                   | Dan Goldman                                                 | 160 582                                                     | 83,5                                                        |
|                                                             | Républicain                                                 | Benine Hamdan                                               | 29 058                                                      | 15,1                                                        |
|                                                             | Indépendant                                                 | Steve Speer                                                 | 1447                                                        | 0,8                                                         |
|                                                             | Autres                                                      | Autres                                                      | 1260                                                        | 0,7                                                         |
| Total des votes                                             | Total des votes                                             | Total des votes                                             | 192 347                                                     | 100 %                                                       |
|                                                             | Les Démocrates conservent                                   |                                                             |                                                             |                                                             |

### 2024
| Primaire Démocrate de 2024 du 10e district congressionnel de New York | Primaire Démocrate de 2024 du 10e district congressionnel de New York | Primaire Démocrate de 2024 du 10e district congressionnel de New York | Primaire Démocrate de 2024 du 10e district congressionnel de New York | Primaire Démocrate de 2024 du 10e district congressionnel de New York |
| --------------------------------------------------------------------- | --------------------------------------------------------------------- | --------------------------------------------------------------------- | --------------------------------------------------------------------- | --------------------------------------------------------------------- |
| Parti                                                                 | Parti                                                                 | Candidat                                                              | Votes                                                                 | %                                                                     |
|                                                                       | Démocrate                                                             | Dan Goldman (sortant)                                                 | 23 595                                                                | 65,3                                                                  |
|                                                                       | Démocrate                                                             | Evan Hutchison                                                        | 8412                                                                  | 23,3                                                                  |
|                                                                       | Démocrate                                                             | Bruno Grandsard                                                       | 3792                                                                  | 10,5                                                                  |

| Élection de 2024 du 10e district congressionnel de New York | Élection de 2024 du 10e district congressionnel de New York | Élection de 2024 du 10e district congressionnel de New York | Élection de 2024 du 10e district congressionnel de New York | Élection de 2024 du 10e district congressionnel de New York |
| ----------------------------------------------------------- | ----------------------------------------------------------- | ----------------------------------------------------------- | ----------------------------------------------------------- | ----------------------------------------------------------- |
| Parti                                                       | Parti                                                       | Candidat                                                    | Votes                                                       | %                                                           |
|                                                             | Démocrate                                                   | Dan Goldman (sortant)                                       | TBD                                                         | TBD                                                         |
|                                                             | Républicain                                                 | Alexander Dodenhoff                                         | TBD                                                         | TBD                                                         |
|                                                             | Conservateur (en)                                           | Paul Briscoe                                                | TBD                                                         | TBD                                                         |
| Total des votes                                             | Total des votes                                             | Total des votes                                             | TBD                                                         | 100 %                                                       |
|                                                             |                                                             |                                                             |                                                             |                                                             |